# Unione di comuni della Planargia
L'Unione di comuni della Planargia (in sardo: Unione de sas comunas de sa Planàlza) è un'unione di comuni della Sardegna, in provincia di Oristano, formata dai comuni di Bosa, Flussio, Magomadas, Modolo, Montresta, Sagama, Suni, Tinnura, Tresnuraghes. Sino al 7 marzo 2017 facevano parte dell’unione anche i comuni di Sennariolo e Scano di Montiferro, poi confluiti nell’Unione dei comuni del Montiferru-Sinis. L’ente – già Unione di Comuni della Planargia e del Montiferru occidentale – ha assunto l’attuale denominazione con deliberazione del 4 aprile 2017.